# گمینا لوبنگویتسه
گمینا لوبنگویتسه (به لهستانی:  Gmina Lubniewice) یک گمینا در لهستان است که در شهرستان سولنچین واقع شده‌است. گمینا لوبنگویتسه ۱۲۹٫۷۶ کیلومتر مربع مساحت و ۳٬۰۶۱ نفر جمعیت دارد.